# 강경황산초등학교
강경황산초등학교는 대한민국 충청남도 논산시에 있는 공립 초등학교이다.

## 학교 연혁
- 1945년 12월 10일 강경남정국민학교 개교(설립인가 10월 25일)
- 1951년 4월 1일 강경황산국민학교로 개칭
- 1994년 3월 1일 병설유치원 설립 인가(1개 학급)
- 1996년 3월 1일 강경황산초등학교로 개칭
- 2023년 1월 4일 제78회 40명 졸업장 수여식(총 졸업생 10000명)
- 2023년 3월 1일 초등 10학급(특수 1 포함)

## 참고 자료
- 강경황산초등학교 - 한국교육학술정보원 학교알리미